# 가자 인도주의적 위기 (2023년~현재)

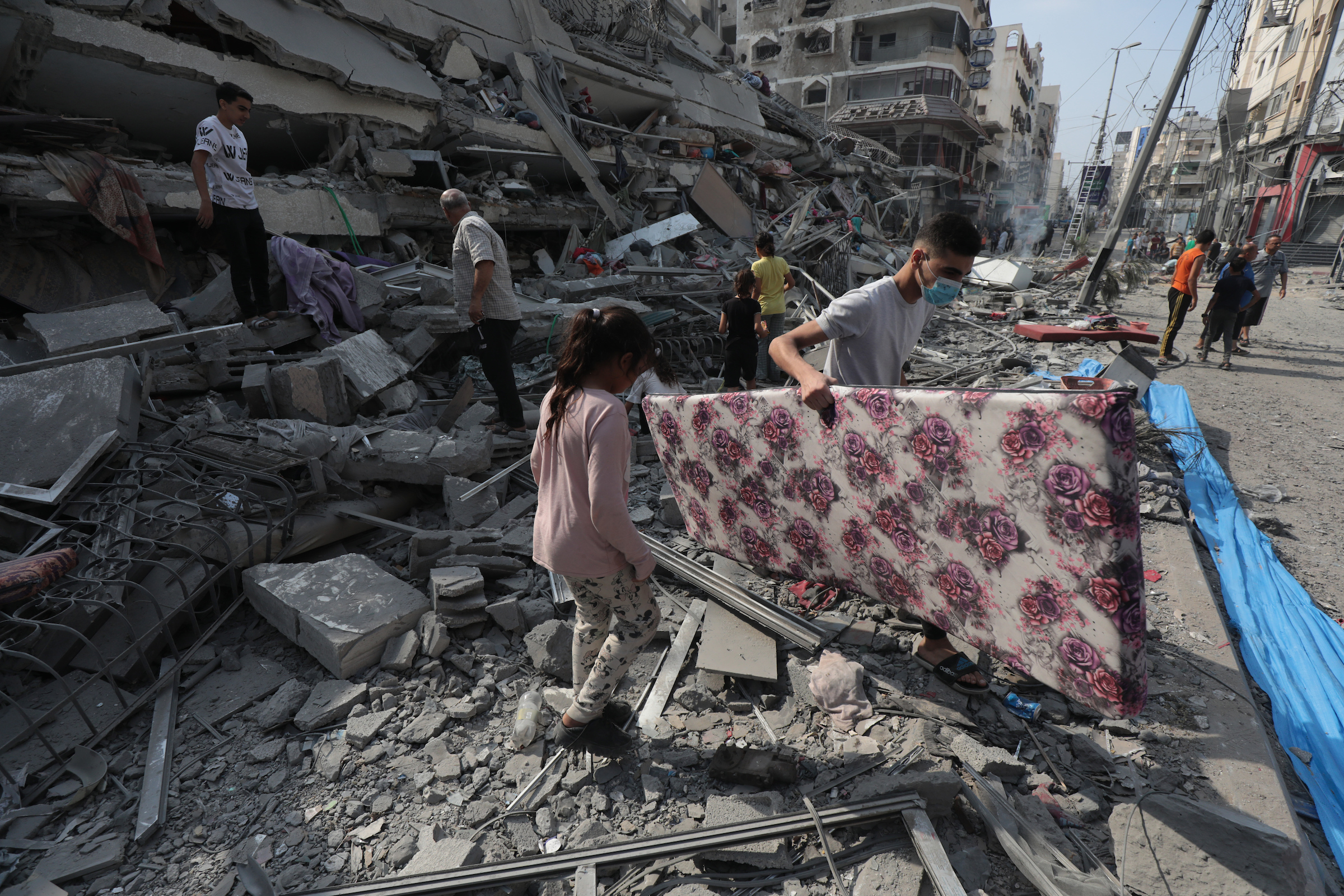
주민들이 이스라엘 공습으로 파괴된 아파트 잔해를 조사하고 있다.

2023년 가자 인도주의적 위기는 가자 지구에서 일어난 인도주의적 위기를 가리키는 단어이다. 가자 지구는 이스라엘-하마스 전쟁으로 인해 인도주의적 위기를 겪고 있다. 위기에는 기근과 의료 붕괴가 모두 포함된다. 전쟁이 시작되자 이스라엘은 가자지구에 대한 봉쇄를 강화했고, 이로 인해 연료, 식량, 의약품, 물, 필수 의약품이 크게 부족해졌다. 이 포위 공격으로 인해 전기 가용성이 90% 감소하고 병원 전원 공급 장치, 하수 처리장에 영향을 미치고 식수를 제공하는 담수화 공장이 폐쇄되었다. 광범위한 질병 발생이 가자 전역에 퍼졌다.
이스라엘의 공습으로 인한 대규모 폭격으로 가자지구 기반 시설에 막대한 피해가 발생해 위기가 더욱 심화되었다. 가자 보건부는 전쟁 첫 달 동안 4,000명 이상의 어린이가 사망했다고 보고했다. 안토니오 구테헤스 유엔 사무총장은 가자 지구가 "어린이들의 묘지가 됐다"고 말했다.
국경없는의사회, 적십자, 유니세프의 공동 성명, 세계보건기구, 유엔 개발 계획, 유엔 인구 기금, 세계 식량 계획 등의 단체들은 심각한 인도주의적 붕괴를 경고했다. 11월 8일 유엔 인권 사무총장 볼커 투르크(Volker Turk)는 라파 교차로를 "살아있는 악몽으로 향하는 관문"이라고 묘사했다.

## 같이 보기
- 2023년 이스라엘의 가자 지구 봉쇄